# Polo G
Taurus Tremani Bartlett (Chicago, Illinois, 6 de enero de 1999), conocido artísticamente como Polo G, es un rapero estadounidense.
Firmado con Columbia Records. Saltó a la fama con sus sencillos «Finer Things» y «Pop Out» con Lil Tjay, que alcanzó el número 11 en el Billboard Hot 100.
Su álbum debut «Die a Legend» (2019) alcanzó el número 6 en el Billboard 200 de EE. UU. y fue certificado platino por la RIAA.
Su segundo álbum de estudio, «The Goat» (2020), alcanzó el número 2 en el Billboard 200 de EE. UU.
Su tercer álbum de estudio, Hall of Fame (2021), tuvo un éxito continuo, ya que se convirtió en el primer álbum de Bartlett que encabezó las listas de éxitos, y también generó su primer sencillo número 1, «Rapstar».

## Primeros años
Taurus Tremani Bartlett nació el 6 de enero de 1999 y se crio en los apartamentos Marshall Field Garden, ubicados en el vecindario Old Town en el lado norte de Chicago, Illinois, hijo de Taurus Bartlett y Stacia Mac. Mac, una ex administradora de propiedades, se desempeña como gerente de Bartlett.
Es el segundo de cuatro hijos, tiene una hermana mayor, un hermano menor, Taurean, que también es rapero bajo el nombre artístico de Trench Baby, y una hermana menor.
Después de graduarse de la escuela secundaria, Bartlett fue aceptado en la Universidad de Lincoln con una especialización en radiodifusión, pero decidió no ir en su primer día, optando por seguir una carrera musical a tiempo completo.
Está afiliado a la pandilla Vice Lords, con sede en Chicago, que es conocida por pelearse con pandillas como los Gangster Disciples.

## Carrera musical
En el 2016, comenzó a subir “canciones” de trap como “O.D.A. (Only Drills Allowed)”. En el 2017, Polo G comenzó a lanzar canciones en YouTube, que lentamente le ganó seguidores. Luego comenzó a ganar más atracción a medida que comenzaba 2018, y comenzó a lanzar canciones como "Welcome Back" y "Neva Cared". Tras el lanzamiento de "Finer Things", una canción que escribió mientras estaba encarcelado más tarde en 2018, Polo G comenzó a ganar millones de visitas y planeó mantener su independencia. Desde entonces, ha lanzado las canciones "Pop Out" con Lil Tjay y "Battle Cry", y la primera de ellas ha sido certificada como platino y ha acumulado más de 100 millones de visitas en YouTube hasta la fecha y lo ha firmado en Columbia Records. Polo G ha lanzado videos para sus canciones "Deep Wounds", "Through Da Storm", "Effortless", "Heartless" y "Dyin 'Breed" de su aclamado álbum debut de estudio Die a Legend, que fue lanzado el 7 de junio de 2019 y alcanzaría su punto máximo en el número 6 en el Billboard 200.

### Estilo y influencias
Polo G se ha asociado con el sonido drill de Chicago, caracterizado por un estilo melódico. A menudo rapea sobre ritmos de piano, que afirma que ha perfeccionado en su uso. Se ha destacado por su «narración vívida y explícita»; Sus letras a menudo involucran temas difíciles, como el racismo y la salud mental. Ha declarado que los raperos Lil Wayne y Tupac Shakur son sus mayores influencias. También creció escuchando a Gucci Mane, así como a los raperos de Chicago Lil Durk y G Herbo.

## Discografía
Álbumes de estudio
- 2019: Die a Legend
- 2020: The Goat
- 2021: Hall of Fame
- 2024: Hood Poet

## Filmografía
| Año  | Título                     | Rol      | Notas      | Ref.   |
| ---- | -------------------------- | -------- | ---------- | ------ |
| 2021 | Juice Wrld: Into the Abyss | Él mismo | Documental | [ 18 ] |

## Premios y nominaciones
| Premio                 | Año  | Nominado | Categoría                     | Resultado | Ref.   |
| ---------------------- | ---- | -------- | ----------------------------- | --------- | ------ |
| Premios Brit           | 2022 | Rapstar  | Canción Internacional del Año | Nominado  | [ 19 ] |
| MTV Video Music Awards | 2021 | Él mismo | Mejor Artista Nuevo           | Nominado  | [ 20 ] |
| MTV Video Music Awards | 2021 | Rapstar  | Mejor Hip-hop                 | Nominado  | [ 20 ] |